# Albert Rivera

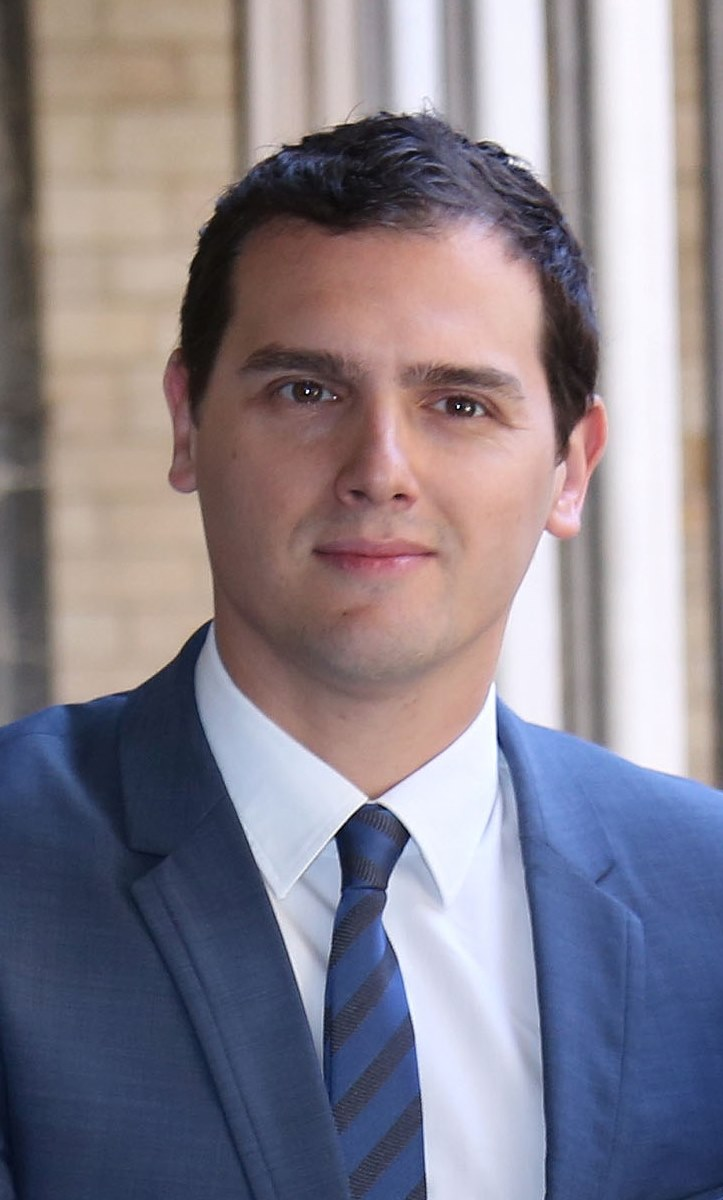
Albert Rivera (2015)

Alberto Carlos Rivera Díaz (* 15. November 1979 in Barcelona) ist ein spanischer Rechtsanwalt und ein ehemaliger Politiker der liberalen Partei Ciudadanos. Seit 2006 war er Vorsitzender der Ciudadanos. Von 2006 bis 2015 war er Mitglied des katalanischen Parlaments. Seit dem 6. Januar 2016 gehörte er dem spanischen Parlament an.
Nach dem schlechten Abschneiden der Ciudadanos bei den Parlamentswahlen November 2019 trat er vom Parteivorsitz und seinem Abgeordnetenmandat zurück und kündigte seinen Rückzug aus der Politik an.

## Politischer Werdegang
Riveras Eltern führten einen Elektroladen in Barcelonas Stadtviertel Barceloneta. Als Schüler betrieb Rivera Leistungssport: Mit 16 Jahren wurde er spanischer Jugendmeister im Brustschwimmen. Nach Abschluss seines Jurastudiums in Barcelona gründete er mit mehreren Professoren die Partei Ciudadanos; da er kurz zuvor einen Rhetorikwettbewerb gewonnen hatte, wurde er mit 27 Jahren auch zu deren Vorsitzenden gewählt. Für ein Wahlplakat ließ er sich nackt fotografieren, der Text dazu lautete: „Uns interessiert nicht, wo du geboren bist. Welche Sprache du sprichst. Welche Kleidung du trägst. Nur du interessierst uns!“
Bereits von 2002 bis 2006 soll Rivera mehreren Angaben zufolge Mitglied des katalanischen Partido Popular gewesen sein. Bei der Gründung der unionistischen Partei Ciudadanos 2006 wurde er zum Parteivorsitzenden gewählt. Unter seiner Führung gelang der Partei im selben Jahr bei der katalanischen Parlamentswahl der Einzug ins katalanische Parlament. Auch 2010 und 2012 konnte die Partei diesen Erfolg mit Gewinnen wiederholen. Seit 2014 gelang es der Partei, auch auf nationaler Ebene Mandate zu erzielen. Bei der Europawahl 2014 entsandten die Ciudadanos zwei Abgeordnete ins EU-Parlament. Bei der Parlamentswahl in Katalonien 2015 gelang es der Partei mit 17,8 Prozent den zweiten Platz zu erlangen. Rivera selbst kandidierte bei dieser Wahl nicht mehr. Stattdessen war er Spitzenkandidat der Ciudadanos zur Parlamentswahl in Spanien 2015, bei der die Partei 14 Prozent Stimmanteil erzielte.  Rivera selbst gehörte inzwischen zu den beliebtesten Politikern Spaniens.
Bei den Wahlen 2016, im April 2019 und im November 2019 wurde er wieder als Spitzenkandidat seiner Partei ins Parlament gewählt, verzichtete aber aufgrund des schlechten Wahlergebnisses am 11. November 2019 auf sein Abgeordnetenmandat und kündigte seinen Rückzug aus der Politik an.